# Otar Pkhakadze
Otar Pkhakadze (en géorgien : ოთარ ფხაკაძე), né le 28 février 1993, à Koutaïssi, en Géorgie, est un joueur géorgien de basket-ball. Il évolue au poste de meneur.